# ICCプロファイル

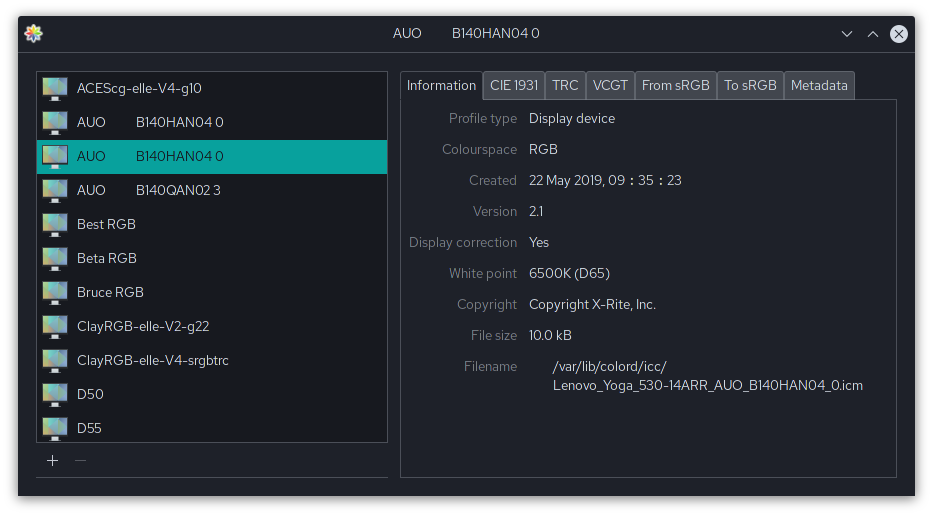
KDE Plasma 5のICCプロファイルの例

ICCプロファイル（英: ICC profile）とは、カラーマネジメント（色管理）において、国際カラーコンソーシアム (ICC) の公表した標準に従い、色に関わる入出力機器や色空間を特徴付ける一連のデータである。プロファイルは特定機器の色特性や見た目の要求仕様を記述したもので、デバイスの入力と出力の色空間のマッピングや「プロファイル接続空間 (PCS)」で定義される。PCSとしてはCIELAB (L*a*b*) やCIEXYZがある。マッピングは表形式で示され、表にない値には内挿を行うか、変換のための一連のパラメータを用意する。
色を捉える機器や色を表示する機器にはそれぞれのプロファイルがある。製造業者によっては製品のプロファイルを提供しており、中にはユーザーが三刺激値測色計や分光測色計などを使って自前のプロファイルを作成できる製品もある。
ICCは、フォーマットは正確に定義しているが、アルゴリズムや処理の詳細は定義していない。したがって、ICCプロファイルを使ったアプリケーションやシステムには様々なバリエーションが生まれる余地がある。
2019年現在の最新版はICC.1:2010-12 (バージョン4.3) である。

## 詳細
ICCプロファイルが実際にどのように働くのかを見るため、あるRGB色空間とCMYK色空間があり、RGBからCMYKへの変換をしたいとする。このためには、まず両者のICCプロファイルを取得する。まずRGBのプロファイルを使い、それぞれのRGB値をプロファイル接続空間（profile connection space; PCS）に変換する。必要ならば、L*a*b* と CIE XYZ の間でPCSを変換する（この変換過程は正確に定義されている）。そして、PCSを必要な C、M、Y、K の4つの値に変換する。
描画意図 (rendering intent) によっては、1つのプロファイルがいくつかのマッピングを定義することもある。複数のマッピングがあると、最もよく色がマッチングするものを選ぶことができ、異なる色域 (gamut) への再マッピングが可能となる。
プロファイル接続空間 (PCS) の参照光源はD50を16ビットで近似したもので、白色点は XYZ=(0.9642, 1.000, 0.8249) である。変換元と変換先の白色点が違う場合、ブラッドフォード変換を使って順応させる。

## 標準規格での参照
ICCプロファイル仕様は2019年現在、ISO 15076-1:2005 および ISO 15076-1:2005 として国際規格化されており、他の様々な規格や標準から参照されている。以下に挙げたのは、ICCプロファイルを参照している国際規格とデファクトスタンダードの例である。

### 国際規格
- ISO/IEC 10918-1: Coding of still pictures - JPEG
- ISO 12234-4: Photography - Electronic still-picture imaging – Part 4: Exchangeable image file format (Exif 2.2) (ISO TC42)
- ISO 12639:2004 Graphic technology — Prepress digital data exchange — Tag image file format for image technology (TIFF/IT) (ISO TC130)
- ISO/DIS 12647-1: Graphic Technology - Process control for the production of halftone color separations, proof and production prints – part 1: Parameters and measurement methods (Revision under way in ISO TC130)
- ISO/DIS 12647-2: Graphic Technology – Process control for the production of halftone color separations, proof and production prints – part 2: Offset processes (Revision under way in ISO TC130)
- ISO/CD 12647-3: Graphic technology - Process control for the production of half-tone color separations, proofs and production prints - Part 3: Coldset offset lithography on newsprint
- ISO/CD 12647-3: Graphic technology — Process control for the production of half-tone color separations, proof and production prints — Part 4: Publication gravure printing
- ISO/CD 12647-6: Graphic technology – Process control for the production of half-tone color separations, proof and production prints – Part 6: Flexographic printing
- ISO/IEC 15948: Portable Network Graphics file format (jointly defined with W3C – see www.libpng.org/pub/png/spec/iso)
- ISO/IEC15444: Coding of still pictures - JPEG 2000 (ISO JTC 1/SC 2)
- ISO 15930-1:2001 Graphic technology — Prepress digital data exchange — Use of PDF. Part 1: Complete exchange using CMYK data (PDF/X-1 and PDF/X-1a) (ISO TC130)
- ISO 15930-3:2002 Graphic technology — Prepress digital data exchange — Use of PDF. Part 3: Complete exchange suitable for color managed workflows (PDF/X-3) (ISO TC130)
- ISO 15930-4:2003 Graphic technology - Prepress digital data exchange using PDF - Part 4: Complete exchange of CMYK and spot color printing data using PDF 1.4 (PDF/X-1a)
- ISO 15930-5:2003 Graphic technology - Prepress digital data exchange using PDF - Part 5: Partial exchange of printing data using PDF 1.4 (PDF/X-2)
- ISO 15930-6:2003 Graphic technology - Prepress digital data exchange using PDF - Part 6: Complete exchange of printing data suitable for color-managed workflows using PDF 1.4 (PDF/X-3)
- ISO 22028-1:2004 Photography and Graphic Technology – Extended color encodings for digital image storage, manipulation and interchange – Part 1: Architecture and requirements (ISO TC42)

### 事実上標準
- PICT - Appleによるファイルフォーマット
- PostScript言語 - アドビシステムズによるEPSファイルフォーマット
- PDF - アドビシステムズによるファイルフォーマット
- JDF v1.1 Revision A - CIP4コンソーシアムによるフォーマット[5]
- SVG version 1.1 - W3Cによるファイルフォーマット[6]